# لافاييت واشنطن غروفز
لافاييت واشنطن غروفز (بالإنجليزية: Lafayette Washington Groves)‏ هو محرر أمريكي، ولد في 11 أبريل 1834، وتوفي في 8 نوفمبر 1872.